# Trinomys mirapitanga
Trinomys mirapitanga е вид бозайник от семейство Бодливи плъхове (Echimyidae).

## Разпространение
Видът е разпространен в Бразилия.